# Serir
Eine Serir (auch: Sserir) ist eine Kieswüste oder Geröllwüste in der Sahara. Serir ist ein Begriff aus der Berbersprache und bedeutet „flache Senke“.

## Merkmale
Serire sind Flächen in der zentralen Sahara, meist im Umkreis von Gebirgen als Gebiet, das mit gleichmäßigen Kieselsteinen bedeckt ist. Nach der Größe der Steine werden Serire in Grob- (6 bis 60 mm) oder Feinserir (2 bis 6 mm) unterschieden. Die Serir-Wüste hat einen Anteil von 10 % an der Fläche der Sahara. Sie treten meist als Wüstenpflaster auf, vermutlich durch Deflation geschaffen.

## Entstehung
Serire entstehen, wenn etwa die konglomeratische Gesteinsdecke verwittert, das Feinmaterial abtransportiert wird und so die Kiesel liegen bleiben. Dabei können sie durch Wasser umgelagert oder durch Wind angegriffen werden, was zur Formung (Rundung) und Glättung führt. Ein weiterer häufiger Faktor ist die Salzsprengung.